# Lady Sovereign
Луїза Аманда Харман (англ. Louise Amanda Harman— народилася 19 грудня 1985), більш відома під псевдонімом Lady Sovereign — британська рэперка і виконавиця грайму. Сама співачка бачить причини свого успіху у використанні музичних стилів, в яких домінують чорношкірі виконавці. У 2010 році вона з'явилася в сьомому сезоні британської версії програми «Великий брат».

## Юність і сім'я
Луїза народилася в 1985 році в родині Коліна Адьна Хармана і Ніколь Парсонс (Вууд), у північно-західному районі Лондона — Вемблі. Вона виросла у районі, забудованому муніципальним житлом, разом з батьками, братами, старшою сестрою Хлоєю Крісті (нар. у 1984 р.) та молодшим братом Річі Коліном (нар. у 1987 р.). Батьки Луїзи були шанувальниками панк-року, і тому вона мала доступ до широкого діапазону міської музики, включаючи панк, ска, джангл, біг-біт та R&B.
Луїза була шибеником, обожнювала грати у футбол, при цьому не любячи носити сукні. Вона мала проблеми з навчанням і через погану поведінку та відмітки в 15 років покинула Preston Manor High School. Після чергування кількох робіт Луїза вирішила змінити свої плани, коли почула на радіо реп у виконанні Ms. Dynamite: «Коли я почула в 2001 році трек Ms Dynamite 'Boooo!' він надихнув мене. До цього я не чула жінок-MC... вона справжня... її присутність... образ... як вона це робить... вона відкрила так багато дверей для дівчат.»

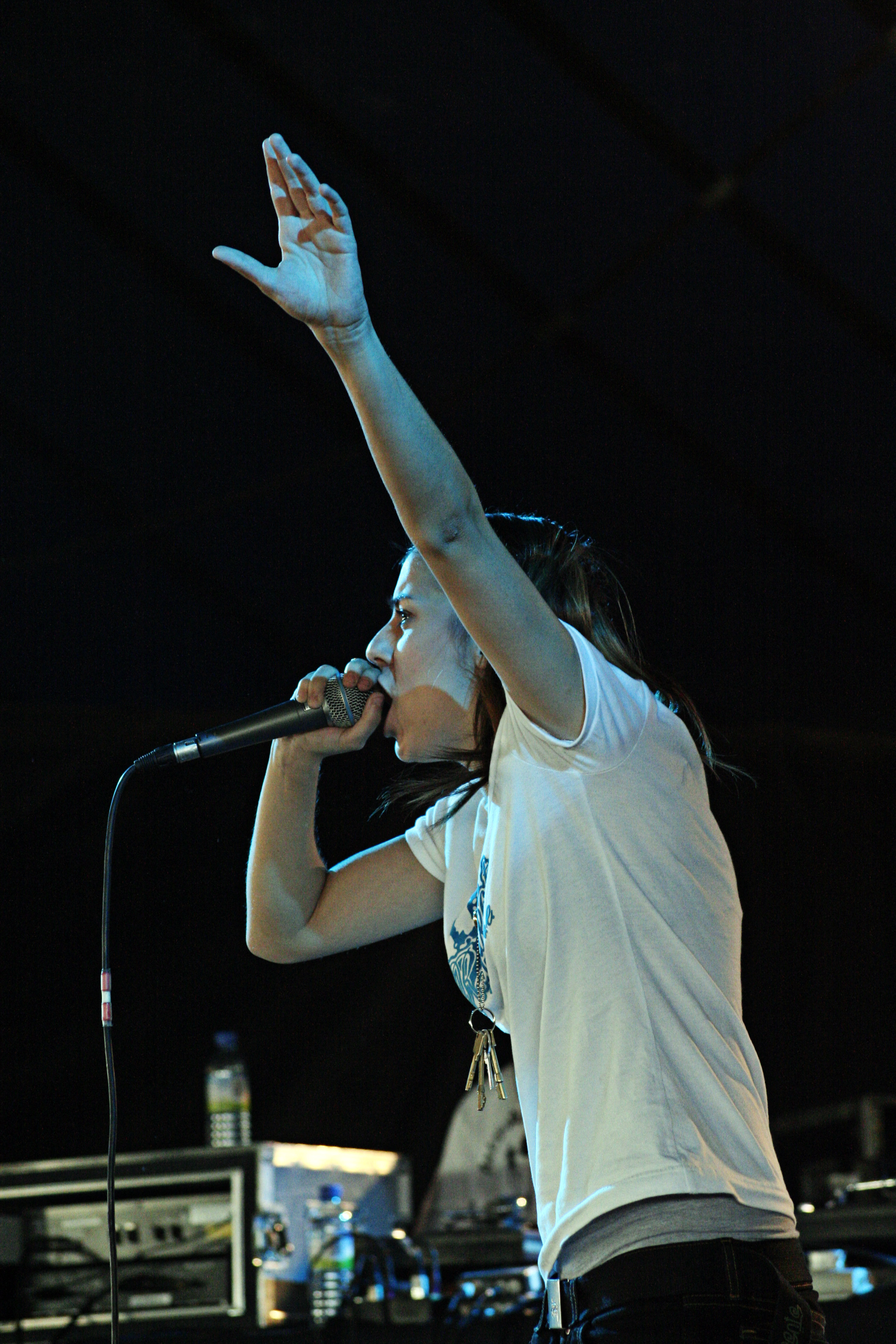
Співачка на фестивалі в Редінгу у 2006 році

Виступаючи під ім'ям Lady Sovereign, або просто Sov — прізвисько, яке вона придумала після крадіжки у її друга кільця-соверена. Після того, як Луїза змогла переконати батька купити їй старий комп'ютер, та придбавши мікрофон, вона почала відвідувати інтернет-чати.
Також вона завантажила кілька власних пісень і зображень на різні музичні сайти. Спочатку її не супроводжував успіх. В інтерв'ю журналу Newsweek у 2006 році вона розповіла, що в основному коментарі потрапляли в таку лінію: «Ти біла. Ти дівчина. Ти британка. Ти лайно.»
В цей час Луїзі вдалося потрапити в саундтрек освітнього фільму, а її демо-версії опинилися у музичного продюсера Medasyn. Lady Sovereign вирішила укласти контракт з Universal.
Її мама була хвора пухлиною головного мозку, і цим фактом преса пояснювала поведінку Lady Sovereign. 14 березня 2010 року померла мати співачки.

### Def Jam іPublic Warning
Lady Sovereign обмежилася в 2005 році зустріччю з американським хіп-хоп виконавцем і CEO лейблів Def Jam Recordings та Roc-A-Fella Records Jay-Z. Спільно з Usher та L.A. Reid Jay-Z попросив співачку виконати фрістайл до укладання контракту з Def Jam. Lady Sovereign стала першим неамериканським виконавцем, що підписалися на цей лейбл.
31 жовтня 2006 року відбувся реліз альбому Public Warning, а в період до і після виходу платівки були випущені сингли «Random», «9 to 5», «Hoodie» та «Love Me or Hate Me».

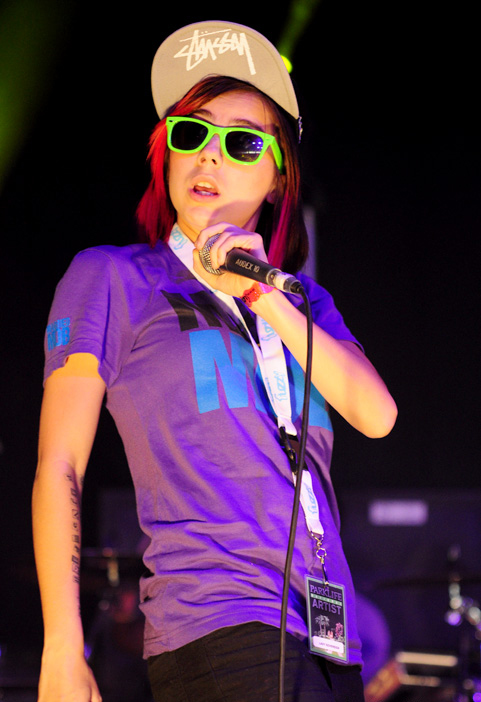
Співачка у 2009 році

Американський тур співачки почався 23 жовтня 2006 року, і незабаром вона з'явилася на вечірньому шоу з Девідом Леттерманом, а крім цього, вона брала участь в турне інших артистів — наприклад, в турі 2007 року The Sweet Escape Tour Гвен Стефані.
17 жовтня 2006 року відео на пісню «Love Me or Hate Me» стало першим для британських виконавців, яке змогло досягти першого місця в американській версії передачі MTV Total Request Live. «Love Me Or Hate Me» була випущена у Великій Британії 29 січня 2007 року, а сама платівка вийшла 5 лютого.
Lady Sovereign записала кавер на пісню групи The Sex Pistols «Pretty Vacant» для нового альбому The O. C. — Music From The O. C. Mix 6 «Covering Our Tracks».

### Jigsaw
У 2009 році Lady Sovereign випустила свій другий альбом, а також вирушила у тур. Після конфлікту з Island Records, співачка на своєму сайті оголосила про те, що реліз платівки відбудеться на незалежному лейблі «Midget Records», а датою виходу в США і Великій Британії стане 7 квітня 2009 року. 8 грудня Lady Sovereign оголосила назву свого альбому (Jigsaw) і точну дату виходу — 6 квітня 2009 року. Також вона випустила безкоштовний сингл «I Got You Dancing», зробивши його доступним на своїй сторінці у MySpace і на вебсайті.

## Особисте життя
Lady Sovereign визнала себе лесбійкою в інтерв'ю журналу Diva у травні 2010 року, ставши першою реперкою ЛГБТ.

## Дискографія

### Альбоми
| Рік  | Альбом         | Велика Британія | США | Канада |
| ---- | -------------- | --------------- | --- | ------ |
| 2006 | Public Warning | 80              | 48  |        |
| 2009 | Jigsaw         | —               | —   | —      |

### Міньйони (EP)
| Рік  | Назва                 |
| ---- | --------------------- |
| 2006 | Vertically Challenged |
| 2006 | Blah Blah             |
| 2007 | Those Were the Days   |

### Сингли

#### Повні сингли
| Рік  | Назва                               | Позиція в чарті | Позиція в чарті | Позиція в чарті | Позиція в чарті | Альбом                                  |
| Рік  | Назва                               | Велика Британія | США             | Австралія       | Ірландія        | Альбом                                  |
| ---- | ----------------------------------- | --------------- | --------------- | --------------- | --------------- | --------------------------------------- |
| 2005 | «Random»                            | 73              | —               | —               | —               | Vertically Challenged EP Public Warning |
| 2005 | «9 to 5»                            | 33              | —               | —               | —               | Public Warning                          |
| 2005 | «Hoodie»                            | 44              | —               | —               | —               | Public Warning                          |
| 2006 | «Nine2Five» (vs. The Ordinary Boys) | 6               | —               | —               | 25              | —                                       |
| 2006 | «Love Me or Hate Me»                | 26              | 45              | 48              | —               | Public Warning                          |
| 2007 | «Those Were the Days»               | 88              | —               | —               | —               | Public Warning                          |
| 2008 | «I Got You Dancing»                 | —               | —               | —               | —               | Jigsaw                                  |
| 2009 | «So Human»                          | 38              | —               | 36              | —               | Jigsaw                                  |

#### Промосинглы
| Рік  | Назва                                                |
| ---- | ---------------------------------------------------- |
| 2004 | «The Battle» (Featuring Frost P, Shystie & Zuz Rock) |
| 2004 | «Ch Ching (Cheque 1 2)»                              |
| 2005 | «A Little Bit of Shhh»                               |
| 2006 | «Blah Blah» (featuring Kalie Burgess)                |